# Nicolas Beytout
Pour les articles homonymes, voir Beytout.
Nicolas Beytout, né le 8 juin 1956 à Neuilly-sur-Seine, est un journaliste politique et éditorialiste français. Il est directeur de la rédaction des journaux Les Échos de 1996 à 2004 et du Figaro de 2004 à 2007. Il est PDG du Groupe Les Échos, le pôle média de LVMH, de fin 2007 à septembre 2011. 
En mai 2013, il fonde le journal, en version imprimée et numérique, L'Opinion. Il crée et dirige Bey Média (BMPI, un groupe média spécialisé dans le domaine de la finance en France) qu'il détient en intégralité depuis 2019.

## Biographie

### Jeunesse et études
Fils de Daniel Beytout et de Odile Pollet, il est le second d'une fratrie de six enfants.
Son grand-père, Pierre Beytout (1905-1976), est docteur en pharmacie et directeur des laboratoires Roussel. Celui-ci épouse en premières noces Claudine Cholet (1910-1957), avec laquelle il a six enfants, dont Daniel, le père de Nicolas. En 1957, il épouse en secondes noces Jacqueline Beytout (1918-2006), qui a hérité de la fortune d'un riche marchand d'arachides danois au Sénégal et qui deviendra par la suite propriétaire et directrice de la publication du quotidien Les Échos de 1963 à 1989.
Nicolas Beytout se marie en 1978 avec Sylvie Lebigre, avec laquelle il a quatre enfants : Julien (né en 1981), Guillaume (né en 1982), Romain (né en 1985) et Philippine (née en 1989).
Il est diplômé de l'Institut d'études politiques de Paris (voie Service Public 1978). 

### Parcours professionnel
Il commence sa carrière comme journaliste à l’Économie, la Correspondance Économique, la Lettre des Échos et les Échos, dont il est nommé rédacteur en chef par sa grand-mère par alliance, propriétaire du titre à l'époque, puis comme directeur de la rédaction en 1996.
Sa nomination par Serge Dassault en 2004 au même poste au Figaro provoque les critiques des syndicats de ce journal, qui craignent l'influence de ses propriétaires sur le contenu du journal. Francis Morel soulignera quelques années plus tard qu'« il a fait faire beaucoup de progrès au journal ».
Il présente sur TF1, du 5 janvier 1994 au 26 juin 2001, l'émission Les rendez vous de l'entreprise. Sur LCI il est le présentateur de l'émission L’invité de l’économie, de 1994 à 1997 et à nouveau de septembre 1999 à septembre 2003.
Jusqu'en 2008, il intervient, tous les dimanches à 18 h 30, au Grand Jury RTL-Le Figaro-LCI, avec Jean-Michel Aphatie (RTL) et Pierre-Luc Séguillon (LCI).
Il est aussi intervenu sur Europe 1, TF1, France Info et RTL, et a donné des cours à Sciences-Po. 
Il intervient désormais sur France Inter. Il est aussi invité régulier de l'émission quotidienne C dans l'air sur la chaîne publique France 5,.
Il fait partie des invités au Fouquet's le 6 mai 2007 au soir, pour fêter la victoire de Nicolas Sarkozy à l'élection présidentielle ; ceci lui sera de multiples fois reproché, ce qu'il commente par en précisant : « J'y suis allé, je ne le regrette pas et je ne m'en excuse pas. Beaucoup de journalistes auraient aimé voir ce que j'ai vu. »
Le 19 novembre 2007, Nicolas Beytout annonce au comité de rédaction du Figaro, qu'il va quitter ses fonctions de directeur de la rédaction pour rejoindre le groupe LVMH en tant que directeur du pôle Médias (DI). Il est remplacé dans ses fonctions par Étienne Mougeotte jusque-là directeur de la rédaction du Figaro Magazine.
En septembre 2008, il rejoint la chaîne d'information en continu I-Télé pour animer Les points sur les i, un débat diffusé le samedi à 12 h 30. Avec Audrey Pulvar, il anime par ailleurs le dimanche 17 heures politique, une émission politique, diffusée de 17 à 18 heures sur I-Télé.
Alors que ses relations avec l'équipe de rédaction se sont dégradées et que les pertes s'accumulent au sein du quotidien sans qu'il ne réussisse à les contrer, le 29 septembre 2011, le groupe LVMH annonce le départ de Nicolas Beytout du poste de président directeur général du Groupe Les Échos, et son remplacement par Francis Morel, ancien directeur général du Figaro.
En 2013, il crée un nouveau journal, L'Opinion, qu'il définit comme d'orientation « libérale, probusiness et proeuropéenne » et dont le premier numéro sort en mai. Nicolas Beytout en est actionnaire minoritaire.
Libération et Télérama le considèrent comme un éditorialiste « de droite »,.
À la rentrée 2018, il présente un édito économique dans la matinale week-end d'Europe 1 de Bernard Poirette. De 2019 à 2022, il présente un édito, L'opinion de Nicolas Beytout, dans les matinales de Matthieu Belliard (2019-2021) et Dimitri Pavlenko (2021-2022) sur Europe 1[source secondaire nécessaire]. À la rentrée 2022, il n'interviendra sur la station bleue qu'une fois par semaine, dans "Le Club de la Presse", séquence de débat qu'anime Pavlenko dans la matinale.  
Il réalise régulièrement des conférences, généralement rémunérées : « Rencontres du Risk management » à Deauville, Congrès de la FNSEA à Tours, soirée de l'Union des entreprises des Alpes de Haute-Provence, Assemblée générale de la Fédération des entreprises de propreté à Lille, etc.
Il enseigne à l'Institut d'études politiques de Paris en tant que professeur associé.

## Fonctions
Il est membre de la Commission Trilatérale,, et a été invité à de multiples reprises (en 2001, 2003, 2004 et 2005) à la réunion annuelle du Groupe Bilderberg,,.
Il a aussi été membre du Comité national de l'Euro. Il est membre du conseil d'administration de la Fondation de France, du Comité scientifique de la Chaire de régulation à l’Institut d'études politiques de Paris et du Comité d’éthique du MEDEF.
Il est membre du comité d'orientation de Reporters d'espoirs.
Il fait partie du conseil d'administration du musée d'Orsay depuis 2004.
Il est également membre du comité de parrainage du Collège des Bernardins.